# 謝泰
謝泰，直隸顺天府宛平县人，清朝政治人物、同进士出身。
順治六年（1649年）己丑科进士，官至湖广竹山知县、军前督饷同知。